# 李喜文
李喜文（1955年2月5日—2009年7月30日），中国遗传学家，吉林长春人。

## 简介
李喜文1974年11月加入中国共产党；1978年毕业于东北师范大学，先后工作于长春市六十三中学及吉林省水产科学研究所；1990年到东北师范大学任教，从事教学及植物细胞工程与遗传育种、保育与进化遗传学等植物遗传学方面的科研工作。曾获得吉林省科技进步奖二等奖(1994年度)、三等奖(2007年度)，东北师范大学优秀教学奖等奖项。晚年患癌症，仍然坚持于教研工作。2009年，逝世于吉林省长春市。